# Patsy (actriz)
Patricia Pepping Valles (Ciudad de México, 8 de julio de 1963), conocida artísticamente como Patsy, es una actriz y cantante mexicanoestadounidense. Además, tiene junto a uno de sus hermanos una compañía llamada Pure Bliss, donde fabrican bolsas y cinturones.

## Carrera actoral
Vivió por siete años en Estados Unidos, donde estudió mercadotecnia.En 1983, realizó su debut en el mundo de la actuación con la telenovela Bodas de odio, donde interpretó a Angélica. Un año más tarde participó en la telenovela Sí, mi amor, donde interpretó el papel de Liz. 
En 1985, actuó en Los años pasan, como Fabiola, la villana de la telenovela. Le siguieron telenovelas como El camino secreto y Pobre señorita Limantour, en las cuales nuevamente interpretó papeles de villana.  
Después de una pausa de 13 años sin actuar en telenovelas, Patsy regresó en 2000 en la producción Mi destino eres tú, donde interpretó a Claudia. 
Seis años más tarde, reapareció en las telenovelas Rebelde y Amar sin límites. En 2009, participó en Mar de amor interpretando a Lucía. Dos años después, tuvo un papel estelar en la telenovela Amores verdaderos. Además, participó en un episodio de la serie Como dice el dicho, en 2013. En 2015, actuó en la telenovela Lo imperdonable, donde dio vida a Salma.En 2017, se integró al elenco de la producción El Bienamado.
Patsy también ha participado en películas, tales como El cachas de oro y El diablo, el santo y el tonto.

## Carrera musical
En 1988, lanzó un LP titulado Patsy, que no tuvo mucho éxito.Dos años más tarde, lanzó el LP titulado Amor de medianoche.
En 2004, Patsy regresó a la música con un tercer álbum llamado también Patsy, siendo éste su último material discográfico a la fecha.[cita requerida]

## Televisión
| Año         | Telenovela/Serie                                       | Papel                        |
| ----------- | ------------------------------------------------------ | ---------------------------- |
| 1983 - 1984 | Bodas de odio                                          | Angélica                     |
| 1984 - 1985 | Sí, mi amor                                            | Liz Gray                     |
| 1985        | Los años pasan                                         | Fabiola Montesinos           |
| 1986 - 1987 | El camino secreto                                      | Bertha Izaguirre             |
| 1987        | Pobre señorita Limantour                               | Doris Limantour              |
| 1988        | Papá soltero                                           | Fabiola de la O              |
| 2000        | Mi destino eres tú                                     | Claudia                      |
| 2006        | Rebelde                                                | Inés Alanís                  |
| 2006 - 2007 | Amar sin límites                                       | Liliana de Duarte            |
| 2009 - 2010 | Mar de amor                                            | Lucía Galindez               |
| 2012 - 2013 | Amores verdaderos                                      | Jocelyn Alcázar              |
| 2013        | Como dice el dicho (Episodio: "La suerte de la fea..") | Juliana                      |
| 2015        | Lo imperdonable                                        | Salma Durán de Prado-Castelo |
| 2017        | El Bienamado                                           | Donatella Neri               |
| 2023        | Gloria Trevi: ellas soy yo                             | Gloria Ruiz Arredondo        |

## Películas
| Año  | Película                       | Papel            |
| ---- | ------------------------------ | ---------------- |
| 1986 | El cachas de oro               | Selena           |
| 1987 | El diablo, el santo y el tonto | Raquel           |
| 1989 | La ley de las calles           | Cecilia          |
| 1990 | Mi venganza                    |                  |
| 1995 | Santo Enredo                   | Esmeralda Toques |

## Discografía
| Año  | Álbum                |
| ---- | -------------------- |
| 1988 | «Patsy»              |
| 1990 | «Amor de medianoche» |
| 2004 | «Patsy»              |